# 多珀爾比爾格拉本河

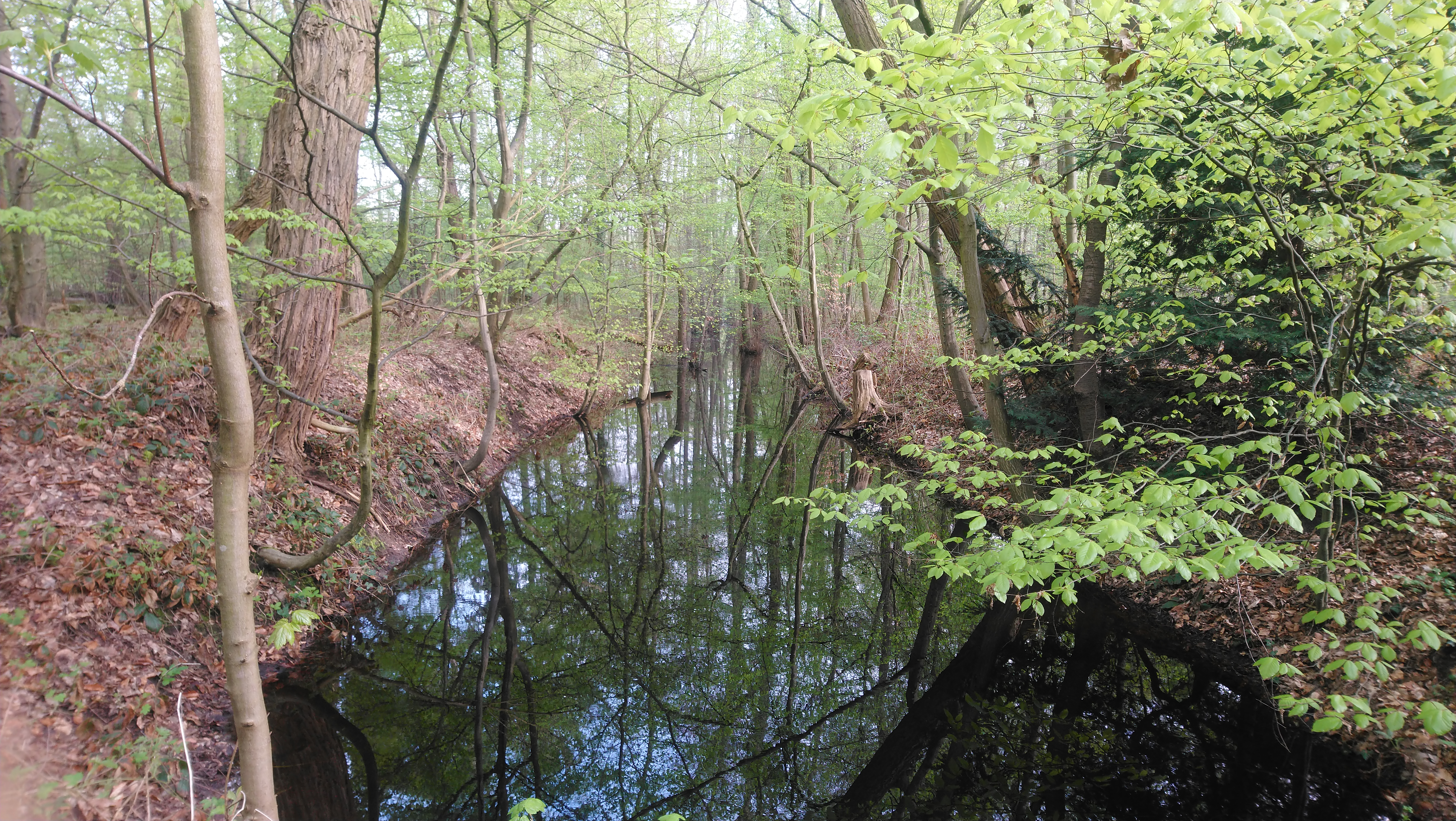

50°07′55″N 8°57′28″E / 50.13184°N 8.95768°E
多珀爾比爾格拉本河（德語：Doppelbiergraben），是德國的河流，位於該國中部，由黑森州負責管轄，屬於金齊希河的左支流，河道全長5公里，發源自阿爾策瑙西北面。